# Cyrkuł kielecki
Cyrkuł kielecki (niem. Kielcer Kreis) – jednostka administracyjna Cesarstwa Austrii w latach 1796–1800 i 1803–1809. Powstał na części obszaru zagarniętego przez Austrię wskutek III rozbioru Polski. Funkcjonował w dwóch osłonach, między którymi był zniesiony:
- mniejszej, w latach 1796–1800 (w Nowej Galicji),
- większej, w latach 1803–1809 (w Królestwie Galicji i Lodomerii).

Siedzibą cyrkułu były Kielce.

## Historia
Cyrkuł kielecki był jednym z 12 cyrkułów Nowej Galicji, podporządkowanych Zachodnio-Galicyjskiej Nadwornej Komisji Urządzającej, a od 1797 Gubernium Krajowemu dla Galicji Zachodniej w Krakowie. Przed 1801 został zniesiony i przekształcony w cyrkuł stopnicki, od którego  odłaczono Kielce, włączając je do cyrkułu koneckiego.
Po reformie w 1803 był jednym z 6 cyrkułów Nowej Galicji, podległych Gubernium Galicji we Lwowie.
Na podstawie dekretu cesarza Franciszka II z 13 maja 1803, z dniem 1 listopada 1803 Nowa Galicja została podporządkowana  Gubernium Galicji we Lwowie. Wtedy też dokonano zmniejszenia liczby cyrkułów o połowę łącząc ze sobą sąsiednie cyrkuły. Każdy cyrkuł miał być podzielony na trzy okręgi. I tak z obszarów zniesionych cyrkułów stopnickiego i koneckiego rekatywowano cyrkuł kielecki w drugiej, większej odsłonie. Został on podzielony na okręgi Kielce, Opoczno i Stopnica.
14 października 1809 wraz z większością Nowej Galicji włączony do Księstwa Warszawskiego i wkrótce zlikwidowany na mocy dekretu królewskiego z dnia 17 kwietnia 1810, w wykonaniu wcześniejszego dekretu z 24 lutego 1810 dotyczącego rozciągnięcia Konstytucji i administracji Księstwa Warszawskiego na tereny dawnej Nowej Galicji przyłączonej do Księstwa Warszawskiego. Wszedł w skład departamentu kieleckiego.